# Nyköpings Arenor, Rosvalla
Nyköpings Arenor, Rosvalla är en evenemangsarena ägd av Nyköpings kommun. Arenorna omfattar åtta hallar under ett tak och motsvarar 40 000 kvm yta. Här finns ishallar, boulebanor, pingishall, tennisbanor, bowlingbanor, sporthallar och en multihall för sport, mässor och konserter. Här finns även två restauranger. Anläggningen, som invigdes 2003, är hemmaarena för bland annat fotbollsklubben Nyköpings BIS som spelar på fotbollsarenan som dock är från 70-talet. Hösten 2014 invigdes en ny del av Rosvalla med bland annat tre fullstora sporthallar, varav huvudarenan har 2 000 sittplatser, bordtennishall och ett stort gym. Där spelar idag Onyx Innebandy och IFK Nyköping Handboll sina hemmamatcher. Den nya arenan hyr Nyköpings kommun av Balder.
Även en tennishall finns i dag på området, färdigbyggd 2014, men den ägs och drivs av Nyköpings Tennisklubb. En tidigare tennishall (byggd 1988) på området rasade till följd av stora snömängder på taket under februari 2010.

## Stora ishallen

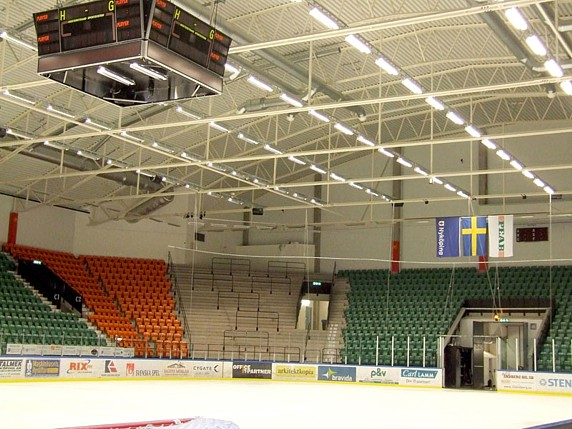
Stora ishallen.

Stora ishallen uppfördes 2003 av byggföretaget Peab och ersatte den tidigare Rosvallahallen som huvudarena. Rosvallahallen (invigd 1982) är dock fortfarande i bruk och ingår i Nyköpings Arenor. Stora ishallen hette tidigare Peab Arena/Peab-hallen.
Tidigare spelade det numera konkursade Nyköpings Hockey här, men efter konkursen i mars 2014 är den stora ishallen främst hemvist för Nyköpings SK:s ishockeyverksamhet.
Stora ishallen har 4 800 (23:e) platser, varav 3 800 är sittplatser. Publikrekordet är på 5 523 personer och det sattes vid mötet mellan Nyköpings Hockey och Brynäs IF i kvalserien till Elitserien 6 april 2005.

## Större evenemang
- Andra chansen i den svenska Melodifestivalen 2007, Melodifestivalen 2012 och Melodifestivalen 2019.
- Tävlingsmomenten under TV-programmet Atleterna på SVT1 hösten 2014.
- Boxningsgala med bland annat titelmatch mellan Erik Skoglund och Oleksandr Cherviak hösten 2015.
- Boxningsgala med bland annat match mellan Erik Skoglund och Derek Edwards vintern 2015.